# Madonna leggente (Giorgione)
La Madonna leggente è un dipinto a olio su tavola (76 × 60 cm), attribuito in via dubitativa a Giorgione, databile al 1505 circa e conservato nell'Ashmolean Museum di Oxford. 
Il tema pittorico si inscrive in filone iconografico cristiano della Madonna leggente.

## Storia e descrizione
L'opera, che si trova nel museo inglese dal 1949, è di incerta attribuzione: se molti studiosi la riferiscono direttamente a Giorgione, altri parlano dei suoi allievi veneziani, come Sebastiano del Piombo o Giovanni Cariani.
L'opera ha una composizione asimmetrica ma bilanciata con estrema cura. Dentro una stanza Maria sta seduta alla lettura, rivolta di tre quarti verso sinistra e occupante la metà destra della tavola. In basso, su un ripiano ligneo, si vede il Bambino disteso su un cuscino, che guarda la madre. L'angolo in alto a sinistra è infine occupato da una grande finestra in cui si scorge una delicata veduta di piazza San Marco a Venezia: si vede il lato di palazzo Ducale verso la laguna e il campanile di San Marco, con il tetto piatto sulla cella campanaria che fu temporaneamente visibile tra il 1489 e il 1511.
La brillantezza delle vesti di Maria collocherebbe l'opera nella fase giovanile del pittore, mentre nel paesaggio, così indefinitamente sfumato, si notano già gli effetti atmosferici del tonalismo, che ebbe proprio nel maestro di Castelfranco uno dei fondamentali interpreti.

## Altre immagini

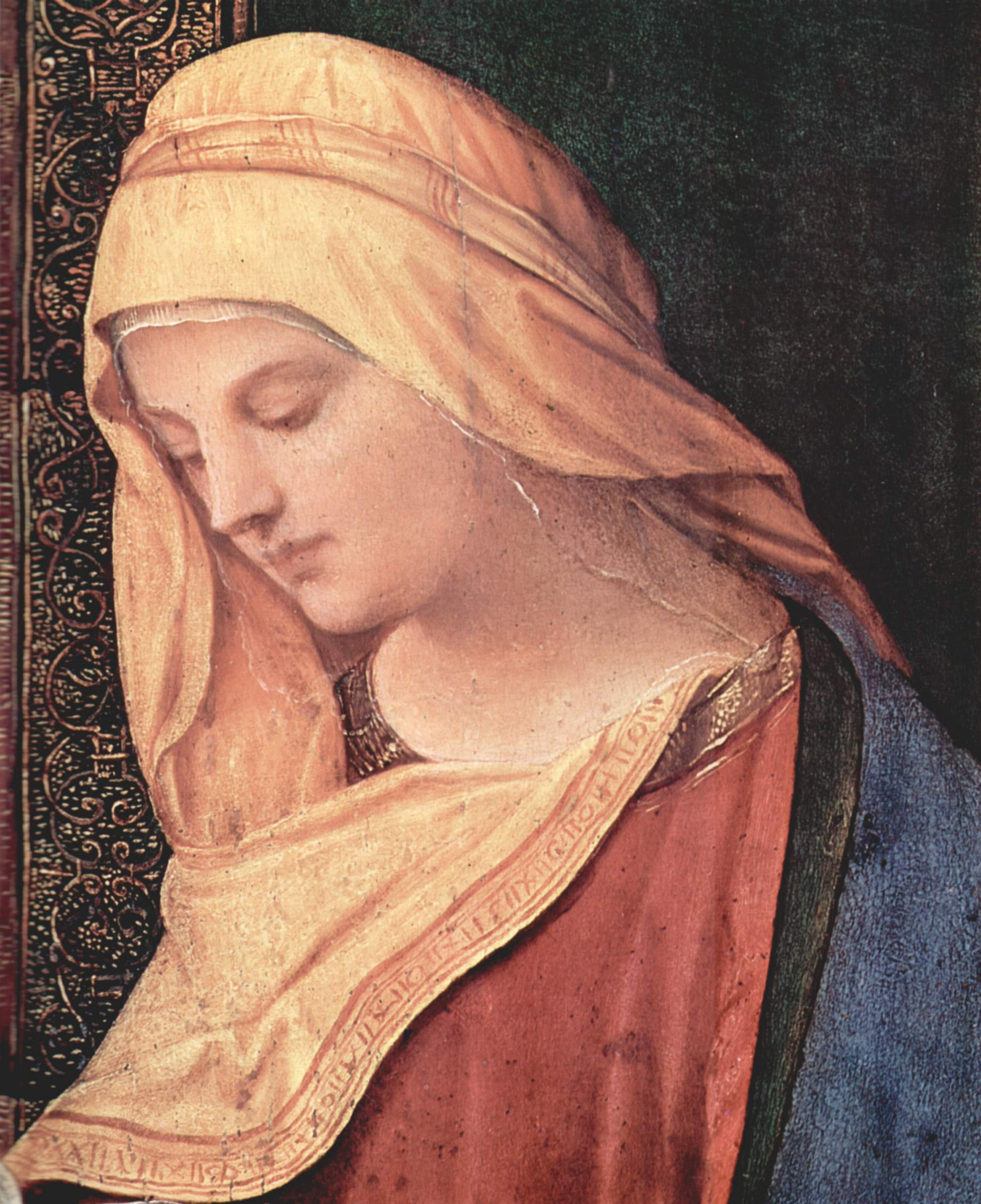
Dettaglio
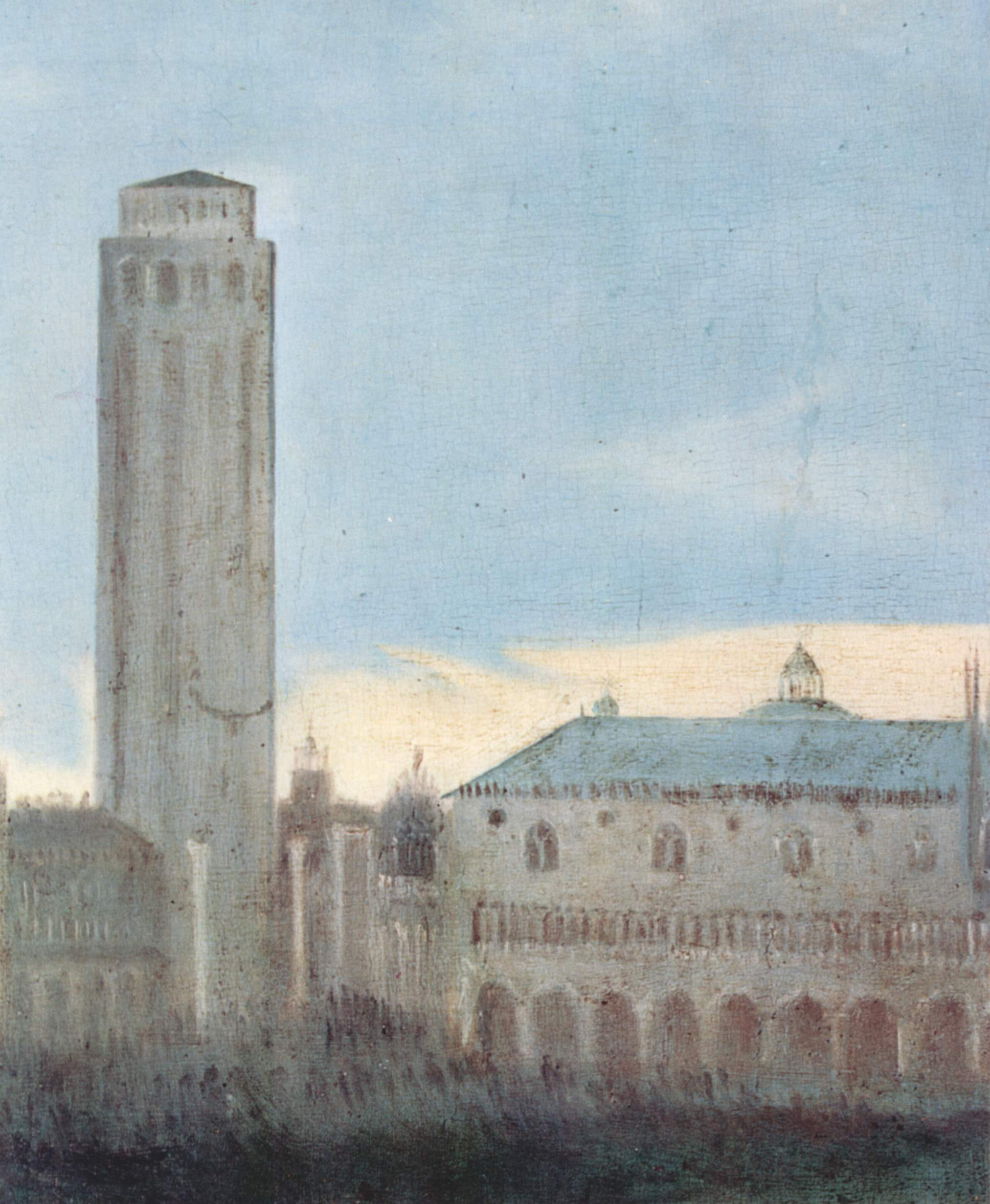
Dettaglio